# Kadagistan
Kadagistan fou una província oriental de l'imperi Sassànida esmentada en un document sassànida i en dos documents bactrians (en bactrià: Kadagstan, "stan" és el sufix iranià per "país"). Els documents identifiquen al comandant de l'exèrcit de Kadagstan o Kadagistan com el "senyor" del poble Warlugān o Wargun (el poble de Warlu, en xinés "Huolu" que es tractaria d'una ciutat a la vall del riu Kunduz al nord-est del modern Afganistan; es suposa que Warlu era la principal ciutat de la regió del Kadagistan
Sobre el temps en què va existir aquesta província, és possible que fos només per un període breu després de la reconquesta de l'orient per Khosrow I a la segona meitat del segle vi. Estava governada per un ustundar (ōstāndār). El 659 aC la crònica xinesa de Xin Tang Shu ja parla de Huolu com capital dels heftalites; els documents bactrians anteriors i posteriors a Khusraw I parlen del governant d'aquesta regió com del "rei del poble de Kadag" o Kadag-bid (que vol dir "mestre de la casa") sotmès a un gran rei (que seria primer el sobirà sassànida Peroz, després al yaghbu heftalita i després a un kakhan (ḵāqān) turc. Això permet suposar que el nom de Kadag té el seu origen en el nom del títol o de la dinastia governant, i hauria estat en origen una concessió reial especifica a un noble que hauria actuat com a governador però amb el temps els seus successors van acabar sent vistos com a governants per dret propi.